# Łęk (element siodła)

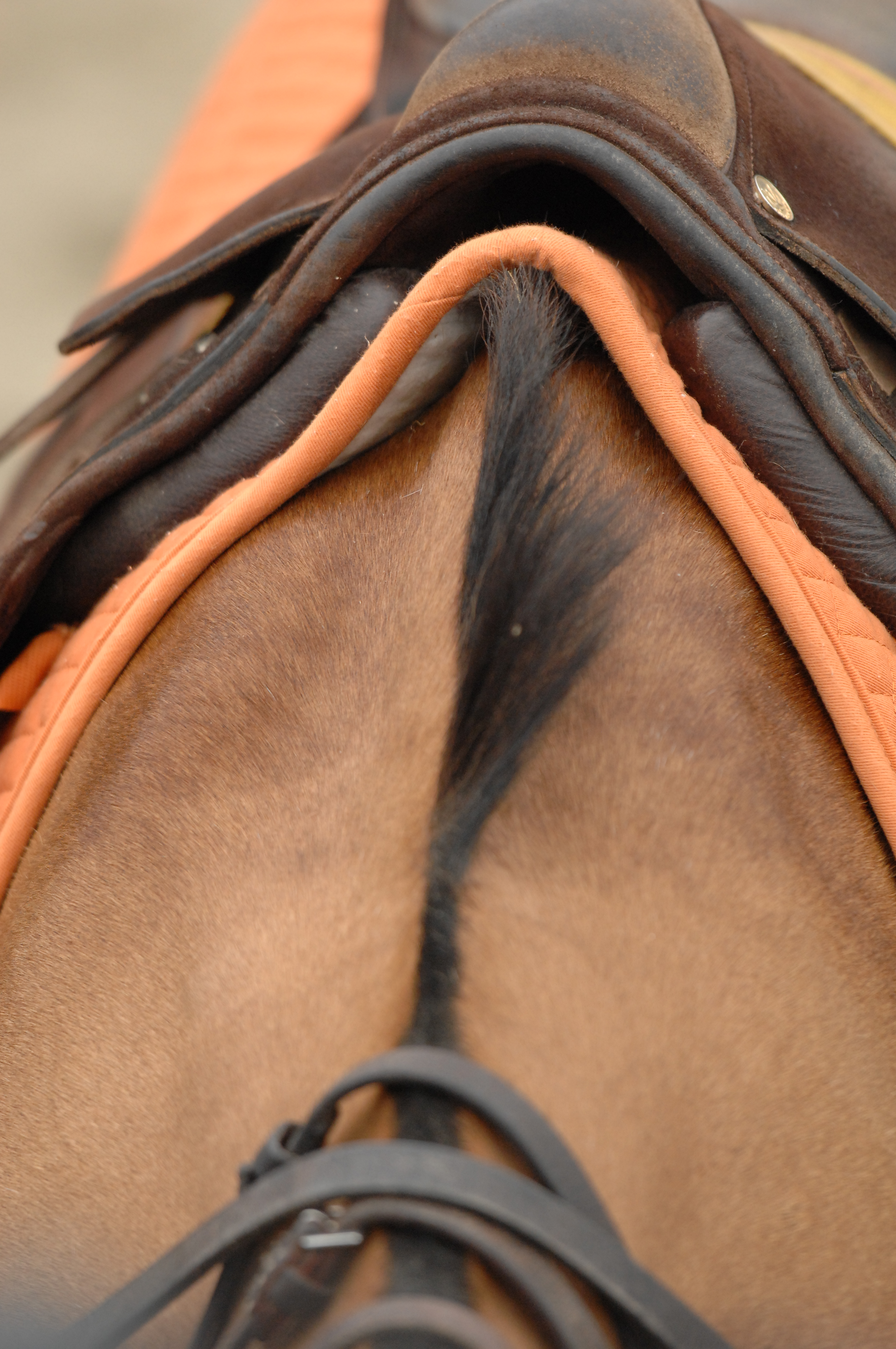
Siodło widoczne od strony łęku przedniego nad kłębem konia

Łęk – element stelażu siodła. W stelażu siodła terlicowego wyróżnia się łęk przedni – ograniczający siodło od przodu; jest on wygięty w łuk, pod którym znajduje się miejsce na kłąb konia. 

Element ten nie powinien w żadnym wypadku dotykać końskich pleców podczas jazdy, ponieważ grozi to odbiciem lub otarciem kłębu konia. 

Łęk tylny ogranicza siodło od tyłu i jest również wygięty w łuk – dłuższy i bardziej płaski od łęku przedniego.